# Setolestes genalis
Setolestes genalis là một loài ruồi trong họ Tachinidae.